# Festival de la Cançó d'Eurovisió Júnior 2020
El XVIII Festival de la Cançó d'Eurovisió Júnior va ser la divuitena edició del festival júnior. Després de la victòria per segona vegada consecutiva de Polònia en l'anterior edició, el país tornaria a repetir com a amfitrió, aquesta vegada a Varsòvia el 29 de novembre. A més, cal destacar el debut d'Alemanya en aquesta edició.

## Organització

### Seu del festival
El concurs va tenir lloc a Polònia, després de la victòria del país en la edició de 2019 amb la cançó «Superhero», interpretada per Viki Gabor. Aquesta va ser la setena vegada que el concurs es va realitzar al país guanyador de l'any anterior. A més, TVP va ser la primera radiodifusora a organitzar dos festivals consecutius.

### Fase de licitació i selecció de ciutat amfitriona
Després de la victòria de Polònia a Gliwice, el director general de l'emissora polonesa Telewizja Polska (TVP), Jacek Kurski, va declarar que el país volia organitzar l'esdeveniment de nou en 2020. No obstant això, Kurski va declarar que la possibilitat de dur a terme dues edicions seguides de l'esdeveniment a Polònia podrien ser mal vistes per la UER. Així, després d'un període d'incertesa, l'última setmana de desembre de 2019, el periòdic Wyborcza va informar que alguns regidors de la ciutat de Cracòvia van expressar interès a acceptar la proposta que el certamen infantil es dugués a terme a la ciutat, concretament al Tauron Arena. Pocs dies després, el 8 de gener de 2020, la proposta es va debatre a l'Ajuntament i va ser acceptada per la majoria dels seus membres. Igualment, Polònia va ser confirmat com el país amfitrió al març de 2020.
Finalment, després de la cancel·lació del Festival de la Cançó d'Eurovisió 2020 a causa de la pandèmia de COVID-19, el treball en l'esdeveniment es va suspendre indefinidament. Així i tot, el 16 de maig de 2020, durant l'emissió d'Eurovision: Europe Shine a Light, es va confirmar que el Festival d'Eurovisió Júnior 2020 se celebraria en un estudi de Varsòvia el 29 de novembre, fet que suposaria la primera vegada que el festival s'organitza en un estudi de televisió com a mesura per la COVID-19. A més, la guanyadora de l'any anterior, Viki Gabor, també va revelar el logotip i l'eslògan de la competició durant l'emissió.
El 7 d'octubre, Rafał Brzozowski, en una entrevista per a TVP, va revelar que el concurs tindria lloc a l'Estudi 5 de la seu de TVP a Varsòvia. En aquest estudi, Brzozowski ha presentat Jaka to melodia?, de TVP 1, des de 2019. Anteriorment, el lloc albergava les finals nacionals (el 2003-2004 com Krajowe Eliminacje do Konkursu Piosenki Eurowizji i de 2006 a 2008, com Piosenka dla Europy), tant les versions d'adults com de nens (fins a 2004) del concurs.
| Ciutat   | Seu               |
| -------- | ----------------- |
| Cracòvia | Tauron Arena      |
| Varsòvia | ATM Studio        |
| Varsòvia | Transcolor Studio |
| Varsòvia | Seu de TVP†       |

Un mes abans, el 8 de setembre, la UER va anunciar que a Varsòvia romandrien els presentadors i es durien a terme els actes d'interval. No obstant això, com a mesura de prevenció davant la pandèmia de covid-19, totes les cançons competidores podrien ser interpretades des d'un estudi de televisió de cada país participant (només Malta, Polònia, Sèrbia i Ucraïna van actuar des de Polònia) i, per primera vegada en la història, pregravades. Així mateix, els 12 tindrien un escenari de disseny similar i amb els mateixos recursos tecnològics per a garantir la igualtat de condicions per a tots els concursants. Quant a la cerimònia d'obertura, les actuacions d'interval i les votacions, serien emeses en directe des de la capital polonesa.

### Identitat visual
El tema del concurs, #MoveTheWorld!, va ser revelat el 16 de maig de 2020, durant l'emissió d'Eurovision: Europe Shine a Light per la guanyadora d'Eurovisió Júnior 2019, Viki Gabor.
| « | "El concepte creatiu darrere de l'eslògan és que, com a nens, creiem erròniament que totes les coses importants són fetes per persones de renom: científics, astronautes, atletes i actors. Volem convertir-nos en ells perquè, als nostres ulls, ells són els qui mouen el món. Però aquest no és el cas: tots els dies, milions de persones a tot el món fan les seves tasques quotidianes amb capacitat i cura. Junts, ells són els qui realment mouen el món. El lema d'enguany honra el poder col·lectiu que mantenim junts." | » |

L'escenari principal de Varsòvia va ser dissenyat per Anna Brodnicka. Va ser "inspirat pel ric simbolisme d'un cercle i expressa la  [sic] connexió amb les nostres vides". A les televisions participants se'ls van presentar dues versions de l'escenari per a filmar les seves actuacions als seus propis països: una presentava pantalles LED, mentre que l'altra, més simplificada, usava projeccions en el seu lloc.
Les postals, per la seva part, involucraven grups de dansa que ballaven al voltant d'objectes de cartó relacionats amb una determinada professió, i acabaven amb el representant del país lliurant un regal a un treballador d'aquesta professió.

### Supervisor executiu
El gener de 2020, la UER va anunciar que Martin Österdahl seria nomenat supervisor executiu del Festival de la Cançó d'Eurovisió, com a successor de Jon Ola Sand. Abans de la seva assignació, Österdahl havia estat un productor executiu de les edicions de 2013 i 2016 del festival d'adults, i havia estat membre del grup de referència del festival entre 2012 i 2018.

### Votacions
S'hi va utilitzar el mateix sistema de votació que es va introduir en l'edició de 2017, on els resultats es van determinar mitjançant un 50% de votació online i un 50% de jurat. La votació a línia va constar de dues fases. La primera fase de la votació en línia va durar des del 27 de novembre fins a un minut abans del començament del programa el 29 de novembre. La segona fase de la va tenir lloc durant l'emissió en directe i va començar després de l'última actuació, la qual va estar oberta durant 15 minuts. Els espectadors internacionals van poder votar per tres països, d'entre els quals els espectadors podien votar per la cançó del seu propi país.
Quant a l'altra meitat dels punts, aquesta va ser determinada per un jurat nacional de cada país participant. A causa de les mesures de seguretat, per primera vegada des del concurs de 2012, els portaveus donarien els punts des de cadascun dels països participants, i no des de la seu.
Per primera vegada en la història del concurs, els portaveus van anunciar primer els seus 12 punts i després van donar els seus punts de l'1 al 10. Això es va deure a la baixa quantitat de països participants.

### Presentadors
El 7 d'octubre de 2020, va ser anunciat que Ida Nowakowska, Rafał Brzozowski i Małgorzata Tomaszewska serien els presentadors del concurs. Nowakowska és així la primera dona a conduir el programa en dues ocasions consecutives i la tercera que ho fa dues vegades, després de Kim-Lian dels Països Baixos (2007 i 2012) i 
Timur Miroshnychenko d'Ucraïna (2009 i 2013). Per part seva, Rafał és un presentador i cantant polonès, mentre que Tomaszewska copresenta la versió polonesa de The Voice.
D'altra banda, el 14 de novembre de 2020, el periodista i presentador de televisió Mateusz Szymkowiak va ser confirmat com a amfitrió de la cerimònia d'obertura, que va tenir lloc el 23 de novembre a Varsòvia. Szymkowiak és la primera persona que condueix la cerimònia d'obertura del concurs juvenil o adult dues vegades seguides.

### Actes d'obertura i interval
El 27 de novembre de 2020, dos dies abans del concurs, TVP i la UER van anunciar que durant el programa, la guanyadora de 2019, Viki Gabor cantaria dues cançons: el tema amb el qual va vèncer l'any anterior, Superhero, i la cançó guanyadora d'Eurovisió 2019, Arcade, aquesta última amb el mateix Duncan Laurence i amb Roksana Węgiel, guanyadora d'Eurovisió Júnior 2018. A més, Alicja Szemplińska cantaria Empires, la cançó polonesa per al cancel·lat Festival d'Eurovisió 2020.

### Trofeu
El trofeu va ser dissenyat per Kjell Engman, de l'empresa sueca de vidre Kosta Bodas, per al qual es va utilitzar el mateix disseny que es va presentar per primera vegada en l'edició de 2017. El trofeu principal és un micròfon de cristall amb línies de colors a l'interior de la part superior, que simbolitzen el fluir del so. El trofeo principal es un micrófono de cristal con líneas de colores en el interior de la parte superior, que simbolizan el fluir del sonido.

## Països participants

### Cançons i selecció
| País i TV              | Títol original de la cançó   | Artista             | Procés i data de selecció                                                    |
| País i TV              | Traducció al català          | Idiomes             | Procés i data de selecció                                                    |
| ---------------------- | ---------------------------- | ------------------- | ---------------------------------------------------------------------------- |
| Alemanya ARD/ZDF       | «Stronger With You»          | Susan Oseloff       | Dein Song für Warschau, 02-09-2020                                           |
| Alemanya ARD/ZDF       | «Més forta amb tu»           | Alemany i anglès    | Dein Song für Warschau, 02-09-2020                                           |
| Belarús BTRC           | «Aliens»                     | Arina Pehtereva     | Elecció interna, 08-10-2020                                                  |
| Belarús BTRC           | «Extraterrestres»            | Rus i anglès        | Elecció interna, 08-10-2020                                                  |
| Espanya RTVE           | «Palante»                    | Soleá Fernández     | Presentació de la cançó, 07-10-2020 (cantant triada internament, 09-09-2020) |
| Espanya RTVE           | «Endavant»                   | Castellà            | Presentació de la cançó, 07-10-2020 (cantant triada internament, 09-09-2020) |
| França France 2        | «J'imagine»                  | Valentina Tronel    | Presentació de la cançó, 16-10-2020 (cantant triada internament, 09-10-2020) |
| França France 2        | «Imagino»                    | Francès             | Presentació de la cançó, 16-10-2020 (cantant triada internament, 09-10-2020) |
| Geòrgia GPB            | «You Are Not Alone»          | Sandra Gadelia      | Ranina, 13-11-2020                                                           |
| Geòrgia GPB            | «No estàs sol/a»             | Georgià i anglès    | Ranina, 13-11-2020                                                           |
| Kazakhstan · Khabar    | «Forever»                    | Karakat Bashanova   | Final Nacional, 26-09-2020                                                   |
| Kazakhstan · Khabar    | «Sempre»                     | Kazakh i anglès     | Final Nacional, 26-09-2020                                                   |
| Malta PBS              | «Chasing Sunsets»            | Chanel Monseigneur  | Malta Junior Eurovision 2020'’, 01-10-2020                                   |
| Malta PBS              | «Perseguint capvespres»      | Anglès              | Malta Junior Eurovision 2020'’, 01-10-2020                                   |
| Països Baixos AVROTROS | «Best Friends»               | Unity               | Junior Songfestival 2020, 26-09-2020                                         |
| Països Baixos AVROTROS | «Millors amigues»            | Anglès i neerlandès | Junior Songfestival 2020, 26-09-2020                                         |
| Polònia TVP            | «I'll Be Standing»           | Alicja Tracz        | Szansa na Sukces - Eurowizija Junior, 27-09-2020                             |
| Polònia TVP            | «Seguiré dempeus»            | Anglès i polonès    | Szansa na Sukces - Eurowizija Junior, 27-09-2020                             |
| Rússia VGTRK           | «Moy Novyy Den (My New Day)» | Sofia Feskova       | Final Nacional, 25-09-2020                                                   |
| Rússia VGTRK           | «El meu nou dia»             | Anglès i rus        | Final Nacional, 25-09-2020                                                   |
| Sèrbia · RTS           | «Heartbeat»                  | Petar Aničić        | Presentació de la cançó, 09-10-2020 (cantant triat internament, 25-09-2020)  |
| Sèrbia · RTS           | «Batec del cor»              | Anglès i serbi      | Presentació de la cançó, 09-10-2020 (cantant triat internament, 25-09-2020)  |
| Ucraïna UA:PBC         | «Vidkryvay (Open Up)»        | Oleksandr Balabanov | Final Nacional, 07-09-2020                                                   |
| Ucraïna UA:PBC         | «Obre’t»                     | Ucraïnès i anglès   | Final Nacional, 07-09-2020                                                   |

## Festival

### Ordre d'actuació
| Núm. | País          | Artista(es)         | Cançó                 | Lloc | Punts |
| ---- | ------------- | ------------------- | --------------------- | ---- | ----- |
| 01   | Alemanya      | Susan               | «Stronger With You»   | 12   | 66    |
| 02   | Kazakhstan    | Karakat Bashanova   | «Forever»             | 2    | 152   |
| 03   | Països Baixos | Unity               | «Best Friends»        | 4    | 132   |
| 04   | Sèrbia        | Petar Aničić        | «Heartbeat»           | 11   | 85    |
| 05   | Belarús       | Arina Pehtereva     | «Aliens»              | 5    | 130   |
| 06   | Polònia       | Ala Tracz           | «I'll Be Standing»    | 9    | 90    |
| 07   | Geòrgia       | Sandra Gadelia      | «You Are Not Alone»   | 6    | 111   |
| 08   | Malta         | Chanel Monseigneur  | «Chasing Sunsets»     | 8    | 100   |
| 09   | Rússia        | Sofia Feskova       | «My New Day»          | 10   | 88    |
| 10   | Espanya       | Soleá               | «Palante»             | 3    | 133   |
| 11   | Ucraïna       | Oleksandr Balabanov | «Vidkryvay (Open Up)» | 7    | 106   |
| 12   | França        | Valentina           | «J'Imagine»           | 1    | 200   |

### Portaveus
| - Alemanya - Olivia - Belarús - Ksenia Galetskaya - Espanya - Melani García (Representant d'Espanya en l'edició anterior) - França - Nathan Laface - Geòrgia - Marita Khvedelidze (Concursant de la preselecció nacional) - Kazakhstan - Saniya Zholzhaxynova | - Malta - Leah Mifsud - Països Baixos - Robin de Haas (Concursant de la preselecció nacional) - Polònia - Marianna Józefina - Rússia - Mikella Abramova - Sèrbia - Darija Vračević (Representant de Sèrbia en l'edició anterior) - Ucraïna - Sophia Ivanko (Representant d'Ucraïna en la edició anterior) |

### Taula de puntuacions

#### Màximes puntuacions
| Núm. | A             | De                            |
| ---- | ------------- | ----------------------------- |
| 3    | França        | Belarús, Països Baixos, Malta |
| 3    | Belarús       | Kazakhstan, Polònia, Sèrbia   |
| 2    | Kazakhstan    | Geòrgia, Rússia               |
| 2    | Geòrgia       | Espanya, Ucraïna              |
| 1    | Països Baixos | Alemanya                      |
| 1    | Sèrbia        | França                        |

### Desplegament de votacions
| Posició | Jurat         | Punts | Votació en línia | Punts |
| ------- | ------------- | ----- | ---------------- | ----- |
| 1       | França        | 88    | França           | 112   |
| 2       | Kazakhstan    | 83    | Espanya          | 73    |
| 3       | Belarús       | 73    | Kazakhstan       | 69    |
| 4       | Geòrgia       | 69    | Països Baixos    | 64    |
| 5       | Països Baixos | 68    | Belarús          | 57    |
| 6       | Espanya       | 60    | Ucraïna          | 54    |
| 7       | Ucraïna       | 52    | Sèrbia           | 50    |
| 8       | Malta         | 51    | Malta            | 49    |
| 9       | Polònia       | 46    | Polònia          | 44    |
| 10      | Rússia        | 44    | Rússia           | 44    |
| 11      | Sèrbia        | 35    | Geòrgia          | 42    |
| 12      | Alemanya      | 27    | Alemanya         | 39    |

## Altres països
Perquè un país sigui elegible com a potencial participant del Festival de la Cançó d'Eurovisió Júnior, necessita ser membre actiu de la UER. No obstant això, es reserva el dret a convidar a membres associats, com és el cas de l'ABC/SBS d'Austràlia o Khabar d'el Kazakhstan.

### Membres actius de la UER
- Albània: Després de no aparèixer en la llista de participants definitius, RTSH va anunciar que no hi participaria per la pandèmia de COVID-19.[58]
- Armènia: El 5 de novembre, la AMPTV, va anunciar la seva retirada del Festival d'Eurovisió Júnior, ja que no va poder completar els preparatius de la seva candidatura com a conseqüència de l'aplicació de la llei marcial a la regió pel conflicte amb l'Azerbaidjan a la regió del Nagorno-Karabakh.
- Austràlia: El 15 de juliol de 2020, la radiodifusora australiana Special Broadcasting Service va anunciar que no participaria al concurs a causa de la COVID-19.[59]
- Bulgària: El desembre de 2019, la televisió nacional búlgara (BNT) va confirmar que no tenia previst tornar al concurs en aquell moment, ja que estaven consolidant la seva participació al concurs d'adults. Bulgària va participar per última vegada l'any 2016.[60]
- Dinamarca: L'11 de novembre de 2019, la cadena danesa TV2 va anunciar que no participarà en cap dels festivals de la UER.[61] Més tard, DR va confirmar que tampoc no hi participaria, de manera que la participació de Dinamarca va quedar descartada.[62] La seva última participació va ser el 2005.
- Escòcia: El juny de 2019, BBC Alba va dir que havien tingut lloc reunions per a permetre la participació de la nació britànica per a aquesta edició.[63] No obstant això, el 2020 no seria el seu debut.[64]
- Gal·les: A l'abril de 2020, es va informar que l'emissora gal·lesa S4C i la productora Rondo Media havien detingut qualsevol decisió sobre la participació del país en Eurovisió Júnior a causa de la situació causada per la pandèmia de COVID-19.[65] Finalment, el 14 de juliol es va confirmar que Gal·les es retiraria de la competició en 2020 a causa de la pandèmia, amb l'esperança de tornar a ella en 2021.[66]
- Grècia: El juny de 2020, es va informar que l'emissora grega ERT estava considerant seriosament tornar al concurs en 2020.[67] No obstant això, setmanes més tard, va decidir no fer-ho finalment.[68] La seva última participació va ser el 2008.
- Irlanda: A pesar que TG4 va confirmar al gener la participació del país al certamen y va arribar a obrir el termini d'inscripció,[69] a principis del mes d'agost va anunciar la seva retirada com a mesura de precaució per la pandèmia de Covid-19.[70]
- Macedònia del Nord: La radiodifusora macedònia, MRK, va confirmar la seva retirada del festival també per precaució davant la pandèmia, però amb l'esperança de tornar en l'edició de 2021.[71]
- Portugal: A pesar que RTP va confirmar la seva participació,[72] finalment s'hi va retirar.

Els següents països i radiodifusores van confirmar la seva no participació sense oferir més explicacions:
- Bèlgica – VRT[73]
- Eslovènia – RTVSLO[74]
- Estònia – ETV[74]
- Itàlia – Rai Gulp
- Letònia – LTV[75]
- Noruega – NRK[76]
- República Txeca – ČT[74]
- Romania – TVR[74]
- San Marino – SMRTV[74]